# Chula Vista (hrabstwo Maverick)
Chula Vista – jednostka osadnicza w Stanach Zjednoczonych, w stanie Teksas, w hrabstwie Maverick.